# シルヴィ・キニギ
シルヴィ・キニギ（Sylvie Kinigi、1952年11月24日 - ）は、ブルンジ共和国の政治家。ツチ。1993年7月10日から1994年2月7日まで、同国初の女性首相を務めた。また暫定ではあったが、1993年10月27日から1994年2月5日までは同国初の女性元首（大統領）でもあった。

## 来歴
ブルンジ大学で経営を学び、大学を卒業すると政府に勤め、最終的には首相官邸の経済上級顧問となった。
1993年7月にブルンジ民主戦線 (FRODEBU) のメルシオル・ンダダイエが大統領に就任すると、彼は民族進歩連合 (UPRONA)に属していたキニギを首相に任命した。これは、フツ人であるンダダイエがツチ人の敵意を和らげるために採った緩衝策の一つだった 。キニギは、敵対する二つの民族の和解が最も重要だとしていた。
しかしながら10月21日、ンダダイエ大統領と6人の閣僚がフランソワ・ンゲゼ率いるツチ人武装勢力のクーデターによって殺害され、民族間の衝突が起き、ブルンジ内戦が勃発した。キニギは内閣の他の数人とフランス大使館へと逃げ込み、混乱から生き延びることに成功した。11月1日、彼女は政権の再建を試み、前大統領のピエール・ブヨヤやジャン＝バティスト・バガザの支持を得て臨時政権を樹立し、暫定大統領に就任した。これはブルンジにおける初の女性元首であった。
翌年1月、国会はシプリアン・ンタリャミラ前農業大臣を大統領に指名し、ンダダイエの残り任期を彼にゆだねた。ンタリャミラもフツ人だったが、政権維持のため多数のツチ人を閣僚に起用し、キニギも首相に留任した。しかし2月、ンタリャミラは別のフツ人であるアナトール・カニェンキコを首相に起用し、キニギは退任した。
その後、キニギは銀行業へと転身し、2004年に国際連合開発計画へと異動している。

## 家族
キニギはツチ人であるが、彼女の夫と5人の子供はフツである。